# Brock Holt
Brock Wyatt Holt (ur. 11 czerwca 1988) – amerykański baseballista występujący na pozycji drugobazowego, trzeciobazowego i zapolowego w Boston Red Sox.

## Przebieg kariery
W latach 2007–2008 studiował w Navarro College i był członkiem drużyny uczelnianej Navarro Bulldogs, zrzeszonej w National Junior College Athletic Association. W 2009 przeszedł na Rice University i przez sezon występował w NCAA w Rice Owls, gdzie w 59 rozegranych meczach uzyskał średnią uderzeń 0,348, zdobył 12 home runów i zaliczył 43 RBI.
W czerwcu 2009 został wybrany w dziewiątej rundzie draftu przez Pittsburgh Pirates i początkowo występował w klubach farmerskich tego zespołu, między innymi w Indianapolis Indians, reprezentującym poziom Triple-A. W Major League Baseball zadebiutował 1 września 2012 w meczu przeciwko Milwaukee Brewers.
W grudniu 2012 w ramach wymiany zawodników przeszedł do Boston Red Sox. Sezon 2013 rozpoczął od występów w Pawtucket Red Sox. W MLB w barwach nowego zespołu debiut zaliczył 6 lipca 2013 w meczu z Los Angeles Angels of Anaheim na Angel Stadium. Kolejny sezon ponownie rozpoczął od gry w Pawtucket Red Sox, jednak z powodu kontuzji trzeciobazowego Willa Middllebrooksa, 17 maja 2014 otrzymał powołanie do składu Boston Red Sox. 9 lipca 2014 w spotkaniu z Chicago White Sox na Fenway Park zaliczył, po raz pierwszy w MLB w drugiej połowie dziewiątej zmiany, decydujące o zwycięstwie odbicie (walk-off hit). Do końca sezonu występował na każdej pozycji z wyjątkiem miotacza i łapacza.
16 czerwca 2015 w meczu międzyligowym z Atlanta Braves na Fenway Park zaliczył cycle jako pierwszy zawodnik Red Sox od 1986 roku. W lipcu 2015 po raz pierwszy zagrał w Meczu Gwiazd. 8 października 2018 w meczu numer 3 ALDS przeciwko New York Yankees, wygranym przez Red Sox 16–1, Holt został pierwszym zawodnikiem w MLB, który zaliczył cycle w postseason.

## Nagrody i wyróżnienia
| Nagroda/wyróżnienie      | Lata | Źródło |
| All-Star                 | 2015 | [ 3 ]  |
| Zwycięzca w World Series | 2018 | [ 10 ] |